# Rade Tošić
Rade Tošić (ur. 31 marca 1965 w Tuzli) – bośniacki piłkarz występujący na pozycji obrońcy. Wcześniej reprezentant Jugosławii.

## Kariera klubowa
Tošić karierę rozpoczynał w 1982 roku w Slobodzie Tuzla. Występował tam przez sześć lat. Potem odszedł do Hajduka Split. W sezonach 1988/1989 oraz 1989/1990 zajął z nim 3. miejsce w lidze jugosłowiańskiej. W 1990 roku przeszedł do Crvenej Zvezdy. W 1991 roku zdobył z nią mistrzostwo Jugosławii, a także wygrał rozgrywki Pucharu Mistrzów. W 1992 roku zdobył z zespołem drugie mistrzostwo Jugosławii.
W połowie 1992 roku został graczem hiszpańskiej CP Méridy. W zespole tym spędził sezon 1992/1993, podczas którego występował z nim w Segunda División. W 1993 roku odszedł CD Castellón. W sezonie 1993/1994 spadł z nim z Segunda División do Segunda División B. W 1995 roku odszedł do UD Vall de Uxó z Tercera División. W 1996 roku zakończył tam karierę.

## Kariera reprezentacyjna
W reprezentacji Jugosławii Tošić zadebiutował 31 lipca 1988 zremisowanym 1:1 towarzyskim meczu z Włochami. Było to jednocześnie jedyne spotkanie rozegrane przez niego w drużynie narodowej.